# Hawaii Bowl 2016
Match précédent Match suivant
Le Hawaï Bowl 2016 est un match de football américain de niveau universitaire joué après la saison régulière de 2016, le 24 décembre 2016 au Aloha Stadium d'Honolulu (Halawa (en)) dans l'état d'Hawaï aux États-Unis. 
Il s'agit de la 15e édition du Hawaii Bowl.
Le match a mis en présence les Rainbow Warriors d'Hawaï issus de la 'Mountain West Conference et les Blue Raiders de Middle Tennessee issus de la Conference USA.
Il a débuté à 15 h 15 locales et a été retransmis en télévision sur ESPN.
Hawaï remporte le match sur le score de 52 à 35.

## Présentation du match
| Équipes                                                                                | Conférences | Entraîneurs     | Stats. saison rég. |
| -------------------------------------------------------------------------------------- | ----------- | --------------- | ------------------ |
| Rainbow Warriors d'Hawaï                                                               | MWC         | Nick Rolovich   | 6-7                |
| Blue Raiders de Middle Tennessee                                                       | C-USA       | Rick Stockstill | 8-4                |
| Arbitre : Charles Lamertina (AAC) Équipe donnée favorite par les bookmakers : égalité. |             |                 |                    |

C'est la seconde fois que le Hawaii Bowl accueille une équipe avec un bilan négatif en saison régulière (Bulldogs de Fresno State en 2014).
Il s'agit de la deuxième rencontre entre ces deux équipes. Le premier match s'est déroulé le 5 septembre 1993 et a vu la victoire d'Hawaï sur le score de 35 à 14.

### Rainbow Warriors d'Hawaï
Les Rainbow Warriors jouent leur premier bowl depuis la saison 2010. C'est la première fois qu'ils sont sélectionnés avec un bilan négatif en saison régulière. 
Ils terminent 2e de la East Division de la Mountain West Conference derrière les Aztecs de San Diego State avec un bilan en division de 4 victoires et 4 défaites.
À l'issue de la saison 2016 (bowl compris), ils n'apparaissent pas dans les classements CFP , AP et Coaches.
Il s'agit de leur 7e apparition à l'Hawaii Bowl (3 victoires et 3 défaites).

### Blue Raiders de Middle Tennessee
Avec un bilan global en saison régulière de 8 victoires et 4 défaites, Middle Tennessee est éligible et accepte l'invitation pour participer au Hawaii Bowl de 2016.
Ils terminent 3e de la East Division de la Mountain West Conference derrière Western Kentucky et Old Dominion , avec un bilan en division de 5 victoires et 3 défaite.
À l'issue de la saison 2016 (bowl compris), ils n'apparaissent pas dans les classements CFP , AP et Coaches.
Il s'agit de leur 1er apparition au Hawaii Bowl.

## Résumé du match
| QT          | Temps       | Drive       | Drive       | Drive       | Équipe      | Description de l'action | Score | Score |
| QT          | Temps       | Jeux        | Yards       | TDP         | Équipe      | Description de l'action | HAW   | MTU   |
| ----------- | ----------- | ----------- | ----------- | ----------- | ----------- | --- | ----- | ----- |
| 1           | 12:09       | 4           | 74          | 01:26       | MTU         | TD à la suite d'une course de 20 yards par RB I'Tavius Mathers + 1 point de conversion par K Canon Rooker                                  | 0     | 7     |
| 1           | 09:46       | 2           | 70          | 00:45       | MTU         | TD de 51 yards par WR Richie James à la suite d'une réception de passe de QB Brent Stockstill + 1 point de conversion par K Canon Rooker   | 0     | 14    |
| 1           | 04:09       | 1           | 18          | 00:03       | HAW         | TD de 18 yards par TE Metuisela 'Unga à la suite d'une réception de passe de QB Dru Brown + 1 point de conversion par K Rigoberto Sanchez  | 7     | 14    |
| 1           | 03:39       | 3           | 45          | 00:22       | HAW         | TD à la suite d'une course de 1 yard par RB Steven Lakalaka + 1 point de conversion par K Rigoberto Sanchez                                | 14    | 14    |
| 2           | 11:43       | 8           | 80          | 04:01       | HAW         | TD à la suite d'une course de 2 yards par QB Dru Brown + 1 point de conversion par K Rigoberto Sanchez                                     | 21    | 14    |
| 2           | 07:30       | 8           | 29          | 04:13       | HAW         | Interception retournée sur 68 yards par DE Trayvon Henderson + 1 point de conversion par K Rigoberto Sanchez                               | 28    | 14    |
| 2           | 01:41       | 6           | 82          | 01:40       | MDU         | TD de 3 yards par WR Ty Lee à la suite d'une réception de passe de QB Brent Stockstill + 1 point de conversion par K Canon Rooker          | 28    | 21    |
| 2           | 00:22       | 5           | 55          | 01:19       | HAW         | TD de 39 yards par WR Marcus Kemp à la suite d'une réception de passe de QB Dru Brown + 1 point de conversion par K Rigoberto Sanchez      | 35    | 21    |
| 3           | 09:46       | 7           | 54          | 03:32       | HAW         | FG de 23 yards par K Rigoberto Sanchez | 38    | 21    |
| 3           | 07:51       | 7           | 75          | 01:55       | MDU         | TD de 10 yards par WR Dennis Andrews à la suite d'une réception de passe de QB Brent Stockstill + 1 point de conversion par K Canon Rooker | 38    | 28    |
| 3           | 01:15       | 12          | 75          | 06:36       | HAW         | TD de 12 yards par TE Metuisela 'Unga à la suite d'une réception de passe de QB Dru Brown + 1 point de conversion par K Rigoberto Sanchez  | 45    | 28    |
| 4           | 10:09       | 3           | 55          | 01:15       | MDU         | TD de 13 yards par WR Ty Lee à la suite d'une réception de passe de QB Brent Stockstill + 1 point de conversion par K Canon Rooker         | 45    | 35    |
| 4           | 03:31       | 11          | 84          | 06:38       | HAW         | TD de 4 yards par WR Dylan Collie à la suite d'une réception de passe de QB Dru Brown + 1 point de conversion par K Rigoberto Sanchez      | 52    | 35    |
| Score final | Score final | Score final | Score final | Score final | Score final | Score final | 52    | 35    |

## Statistiques
| Statistiques par Équipes               | Statistiques par Équipes            | Statistiques par Équipes            |
| Statistiques                           | MTU                                 | HAW                                 |
| -------------------------------------- | ----------------------------------- | ----------------------------------- |
| 1er downs                              | 29                                  | 18                                  |
| 1er downs à la course                  | 6                                   | 8                                   |
| 1er downs à la passe                   | 18                                  | 10                                  |
| 1er downs suite pénalité               | 5                                   | 0                                   |
| Conversion de 3e Down                  | 4/11                                | 8/16                                |
| Conversion de 4e Down                  | 1/3                                 | 2/4                                 |
| Jeux–yards                             | 75 jeux pour 542 yards              | 74 jeux pour 500 yards              |
| Yards à la course Moyenne par course   | 23 courses pour 110 yards 5,1 yards | 42 courses pour 205 yards 4,9 yards |
| Yards à la passe                       | 432                                 | 295                                 |
| Passes : Réussies-Tentées-Interceptées | 30/51, 2 int.                       | 21/31, 0 int.                       |
| Réussite en zone rouge/chances         | 4/5                                 | 6/7                                 |
| TD                                     | 5                                   | 7                                   |
| Field Goals                            | 0                                   | 1/1                                 |
| Sacks (Nombre)                         | 1 pour 3 yards gagnés               | 1 pour 4 yards gagnés               |
| Fumbles (Nombre/Perdus)                | 1/1                                 | 0/0                                 |
| Pénalités (Nombre/Yards perdus)        | 9 pour 90 yards perdus              | 11 pour 114 yards perdus            |
| Temps de possession                    | 23:24                               | 36:36                               |

| Meilleurs Joueurs (MVPs) | Meilleurs Joueurs (MVPs) | Meilleurs Joueurs (MVPs) | Meilleurs Joueurs (MVPs) |
| ------------------------ | ------------------------ | ------------------------ | ------------------------ |
| Système                  | Nom                      | Équipe                   | Poste                    |
| Attaque                  | Dru Brown                | Hawaiʻi                  | QB                       |
| Défense                  | Richie James             | Middle Tennessee         | WR                       |

| Statistiques Individuelles | Statistiques Individuelles | Statistiques Individuelles                  |
| -------------------------- | -------------------------- | ------------------------------------------- |
| Quaterbacks                |                            |                                             |
| HAW                        | Dru Brown                  | 20/30, 274 yards, 4 TDs, 0 interception     |
| MTU                        | Brent Stockstill           | 30/51, 432 yards, 4 TDs, 2 interceptions    |
| Meilleurs Coureurs         |                            |                                             |
| HAW                        | Diocerny St-Juste          | 25 courses pour 170 yards nets gagnés, 0 TD |
| MTU                        | I'Tavius Mathers           | 12 courses pour 57 yards nets gagnés, 1 TD  |
| Meilleurs Receveurs        |                            |                                             |
| HAW                        | John Ursua                 | 6 réceptions pour 120 yards, 0 TD           |
| MTU                        | Richie James               | 8 réceptions pour 162 yards, 1 TD           |
| Meilleurs Tackleurs        |                            |                                             |
| HAW                        | Jahiani Tavai              | 6 tacles en solo, 5 assistes                |
| MTU                        | Darius Harris              | 7 tacles en solo, 2 assistes et 1 sack      |